# Aéroport international Baïkal
L'aéroport international Baïkal (Международный аэропорт «Байкал»), anciennement Aéroport d'Oulan-Oude (Аэропорт Улан-Удэ) (code IATA : UUD • code OACI : UIUU) est un aéroport international situé à douze kilomètres au sud-ouest du centre de la ville de Oulan-Oude, capitale de la république de Bouriatie qui est un sujet de la fédération de Russie. Il existe depuis 1926. Avec un seul terminal, l'aéroport accueillait en 2013 300 564 passagers et proposait dix-neuf destinations intérieures et internationales.

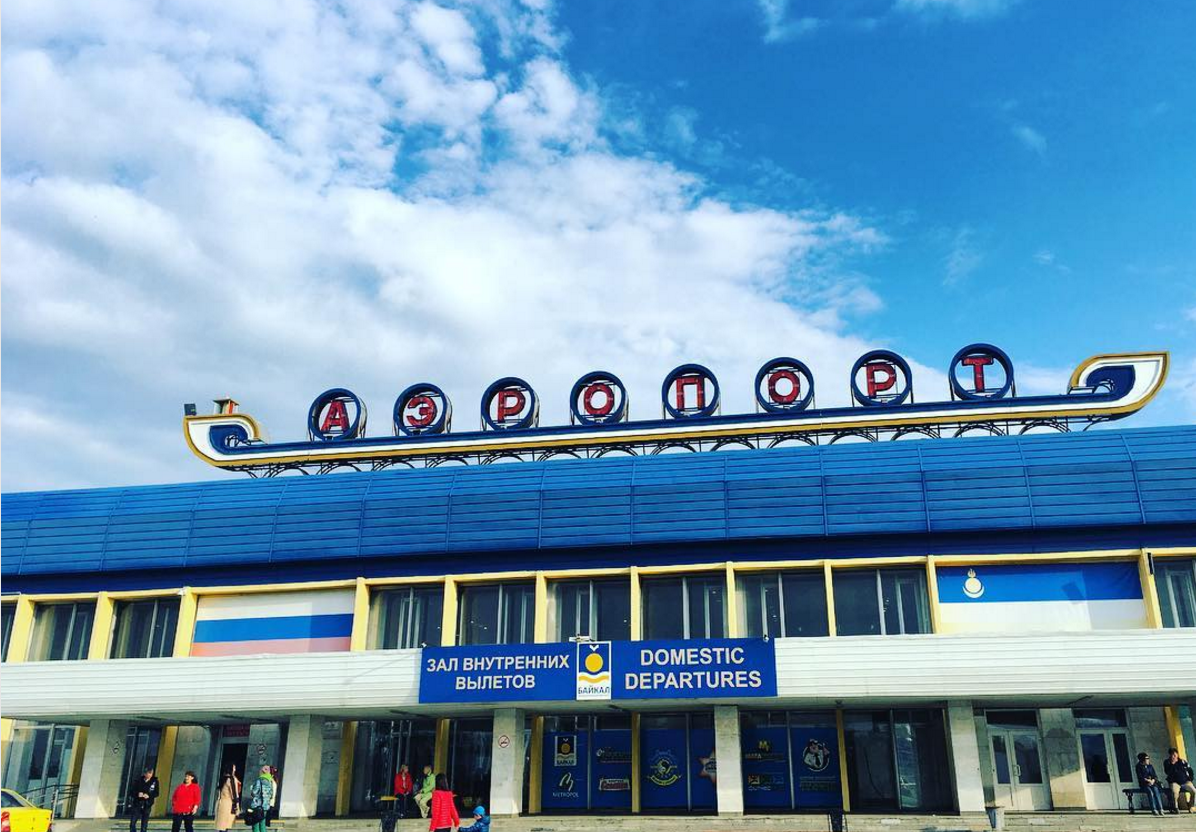
L'entrée principale du bâtiment de l'aéroport de Baïkal

Il prend son nom du lac Baïkal qui est situé à presque une centaine de kilomètres « à vol d'oiseau » au nord-ouest (et même largement plus, par un itinéraire passant plus au nord, par la route fédérale R258, le seul axe routier qui relie l'aéroport et le lac, en passant à l'ouest d'Oulan-Oude puis en longeant le cours inférieur de la rivière Selenga via la ville de Selenguinsk).

## Situation

### Carte des aéroports russes
| \| 50 km1:1 791 000 \| Koursk Abakan Anapa Pskov Arkhangelsk Astrakhan Barnaoul Belgorod Blagoveshchensk Bratsk Grozny Guelendjik Iakoutsk Iékaterinbourg Ijevsk Ioujno-Sakhalinsk Irkoutsk Kaliningrad Kazan Kemerovo Khabarovsk Khanty-Mansiïsk Krasnodar Krasnoïarsk Magadan Magnitogorsk Makhachkala Mineralnye Vody Mirny Moscou · SVO Moscou · DME Moscou-VKO Mourmansk Narian-Mar Nijnekamsk Nijnevartovsk Nijni Novgorod Noïabrsk Alykel Novokouznetsk Novossibirsk Novy Ourengoï Omsk Orenbourg Oufa Oulan-Oude Oulianovsk Perm Petropavlovsk-Kamtchatski Rostov · sur-le-Don Sabetta Saint-Pétersbourg Salekhard Samara Saratov Simferopol Sotchi Sourgout Stavropol Kyzyl Syktyvkar Tcheliabinsk Tchita Tioumen Tomsk Vladivostok Volgograd Voronej |
| 50 km1:1 791 000 |

## Compagnies aériennes et destinations
| Compagnies       | Destinations |
| ---------------- | --- |
| Angara Airlines  | Tchita (Kadala) (en), Krasnoïarsk-Iémélianovo, Nizhneangarsk, Taksimo (en)                                                                            |
| Ayana            | Aérodrome Tcheremchanka de Krasnoïarsk, Kyzyl, Nizhneangarsk                                                                                          |
| Hunnu Air        | Oulan Bator-Buyant Ukhaa En saison : Hailar, Manzhouli                                                                                                |
| IrAero           | Blagovechtchensk-Ignatiévo, Irkoutsk, Khabarovsk, Krasnoïarsk-Iémélianovo, Novossibirsk-Tolmatchevo, Vladivostok En saison : Oulan Bator-Buyant Ukhaa |
| NordStar         | Tchita (Kadala) (en), Krasnoïarsk-Iémélianovo |
| Pegas Fly        | En saison Charter : Phuket |
| Pobeda           | Moscou-Vnoukovo |
| S7 Airlines      | Pékin-Daxing , Irkoutsk,, Moscou-Domodédovo, Novossibirsk-Tolmatchevo                                                                                 |
| SiLA             | Irkoutsk |
| Smartavia        | Moscou-Domodédovo |
| Ural Airlines    | En saison : Moscou-Domodédovo |
| Yakutia Airlines | Iakoutsk En saison : Khabarovsk, Séoul-Incheon |

Édité le 13/02/2020